# Linda Zall
Linda Zall est une scientifique environnementale. Elle crée en 1992 au sein de la Central Intelligence Agency un groupe de travail nommé Medea, spécialisé dans l'utilisation d'images satellites d'espionnage pour produire des données environnementales,.

## Biographie
Linda Zall grandit à North Hornell dans l'État de New York. Son père est gérant d'une laiterie.
Elle possède un doctorat en génie civil et environnemental de l'université Cornell. Elle est suivie par Donald J. Belcher lors de son cursus.
Linda Zall épouse Charles Sheffield, un mathématicien, physicien et écrivain de science-fiction d'origine anglaise. Le couple a deux filles Elizabeth et Victoria Sheffield et est maintenant divorcé,.

## Carrière
De 1975 à 1984, Linda Zall travaille à la Earth Satellite Corporation (en), sur l'utilisation commerciale des données provenant des satellites avant de rejoindre la CIA en 1985. 
Les satellites américains sont alors principalement utilisés pour espionner les activités soviétiques. Elle contribue à améliorer l’analyse des images de reconnaissance. À la fin de l’Union soviétique en 1991, la fonte des glaces en Arctique et Antarctique interpelle les scientifiques. En 1990, Al Gore, alors sénateur, demande à l’agence si les données des satellites peuvent donner des informations environnementales. En 1992, sous la présidence de Bill Clinton, Linda Zall prend la direction d'un nouveau programme appelé Medea avec une équipe de 70 scientifiques. L'analyse des données collectée par les satellites depuis 1960 fournit une base de référence pour évaluer le rythme et l’ampleur des changements subis par la planète.
L'activité visible de recherche de Linda Zall se résume à trois articles mais son apport réel, sous l'égide de la CIA est beaucoup plus étendu. 
Elle prend sa retraite en 2013.